# سكوت إلغن ريد
سكوت إلغن ريد (بالإنجليزية: Scott Elgin Reed)‏ هو قاضي ومحامي أمريكي، ولد في 3 يوليو 1921 في ليكسينغتون في الولايات المتحدة، وتوفي بنفس المكان في 17 فبراير 1994.